# Vincenzo Danti

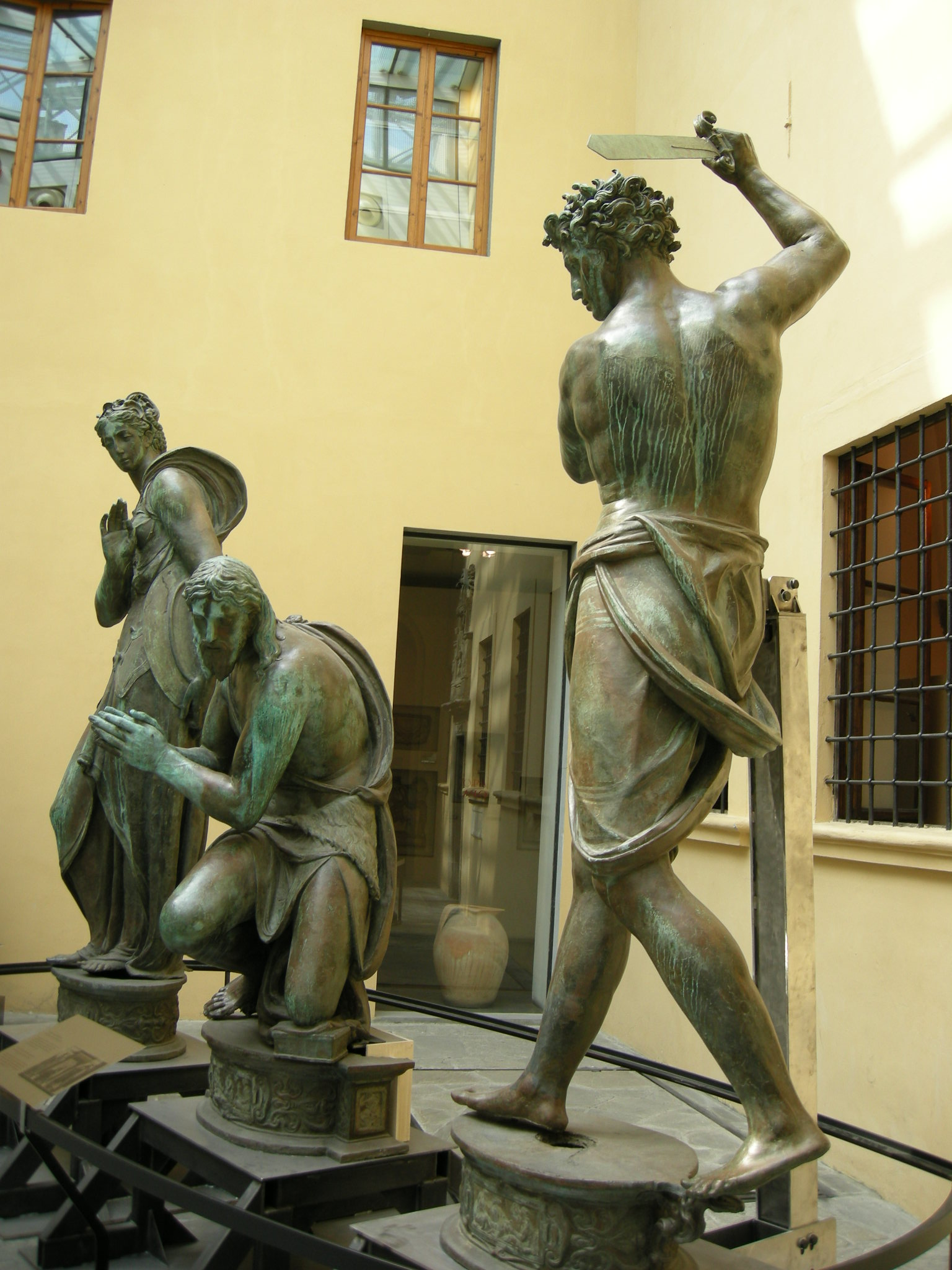
Vincenzo Danti, Bronzegruppe mit der Enthauptung Johannes des Täufers, 1570–1571, ehem. über dem Südportal des Baptisteriums, heute im Museo dell’Opera del Duomo, Florenz

Vincenzo Danti (* April 1530 in Perugia; † 26. Mai 1576 ebenda), Bruder von Ignazio Danti, war ein in Rom, Perugia und Florenz tätiger Bildhauer, Goldschmied und Militärarchitekt.
Vincenzo Danti, erster Sohn von Giulio und Biancofiore degli Alberti, absolvierte bei seinem Vater eine Ausbildung zum Goldschmied, arbeitete ab den 1550er Jahren aber vor allem als Bildhauer. Er orientierte sich hierbei an Arbeiten seines älteren Kollegen Michelangelo Buonarroti.
Gemeinsam mit seinem Vater entstand 1555 die Bronzestatue des thronenden Papst Julius III. vor der Kirche San Lorenzo in Perugia. Zwei Jahre später wurde er von Herzog Cosimo I. an seinen Hof in Florenz berufen. 1558 erhielt Vincenzo Danti von ihm den Auftrag für eine Bronzegruppe mit Herkules und Antäus, die für die Villa von Castello vorgesehen war. Als der Guss misslang, sank nach Giorgio Vasaris Darstellung in der Vita des Künstlers dessen Ansehen, das er sich jedoch in den folgenden Jahren mit bewunderten Marmorskulpturen zurückgewann. Im Jahre 1560 beteiligte er sich mit den Bildhauern Bartolomeo Ammanati und Benvenuto Cellini an einem Wettbewerb um den Bau des Neptunbrunnens auf der Piazza della Signoria. Für das Baptisterium San Giovanni in Florenz schuf er 1570–1571 die bronzene Statuengruppe mit der Enthauptung Johannes des Täufers über dem Südtor und setzte den Christus in der von Andrea Sansovino begonnenen Skulpturengruppe mit der Taufe Christi für das Hauptportal fort.
1573 kehrte Vincenzo Danti nach Perugia zurück, wo er einer der ersten Professoren an der im selben Jahr gegründeten Accademia del Disegno wurde und ab 1573 auch als Stadtarchitekt angestellt war.
Sein Grab befindet sich in der Kirche San Domenico in Perugia.